# Тшцянка (Ліпновський повіт)
Тшцянка (пол. Trzcianka, нім. Schanken) — село в Польщі, у гміні Тлухово Ліпновського повіту Куявсько-Поморського воєводства.
Населення — 280 осіб (2011).
У 1975-1998 роках село належало до Влоцлавського воєводства.

## Демографія
Демографічна структура станом на 31 березня 2011 року:
|          | Загалом | Допрацездатний вік | Працездатний вік | Постпрацездатний вік |
| -------- | ------- | ------------------ | ---------------- | -------------------- |
| Чоловіки | 142     | 29                 | 96               | 17                   |
| Жінки    | 138     | 33                 | 74               | 31                   |
| Разом    | 280     | 62                 | 170              | 48                   |